# Heydeniidae
Die Heydeniidae bilden eine Hautflüglerfamilie innerhalb der Überfamilie der Erzwespen (Chalcidoidea).
Das Taxon geht auf den schwedischen Entomologen Karl-Johan Hedqvist zurück, der im Jahr 1961 die Tribus Heydenini einführte. Die Typusgattung ist Heydenia Foerster, 1856. 1988 wurde die Schreibweise von Bouček zu Heydeniini korrigiert. Burks et al. führten 2022 aufgrund molekularbiologischer und morphologischer Studien eine Aufspaltung und Umgliederung der Pteromalidae durch. Im Rahmen dieser Revision wurde die Tribus in den Rang einer Familie erhoben.

## Merkmale
Burks et al. (2022) beschreiben die Familie Heydeniidae anhand folgender morphologischer Eigenschaften: Die Fühler besitzen 10 oder 11 Geißelglieder, wovon 3 Keulenglieder (Clavomere) sind. Die Augen sind ventral divergierend. Der Clypeus ist ohne eine quer gerichtete subapikale Furche. Das sklerotisierte Labrum ist entweder hervorstehend oder vom Clypeus verdeckt. Die Mandibeln weisen 3 Zähne auf. Das Pronotum ist seitlich erweitert und bildet dorsal betrachtet eine annähernd rechteckige oder seitlich erweiterte Struktur. Der Praepectus ist lang, mit großen dorsalen und ventralen Oberflächen. Das Mesoscutellum ist entweder ohne Frenum, oder es besitzt ein Frenum, das seitlich durch einen frenalen Arm angedeutet wird. Ferner ist das Mesoscutellum mit oder ohne axillularer Längsfurche (Sulcus). Der mesopleurale Bereich weist ein erweitertes Acropleuron auf, das leicht erweitert ist, aber weniger als die Hälfte seiner Oberfläche einnimmt. Das Mesepimeron reicht nicht über den Vorderrand des Metapleurons. Alle Beine weisen 5 Tarsenglieder auf. Die vorderen Femora sind kräftig oder nur geringfügig vergrößert. Der protibiale Sporn ist kräftig und gebogen. Der basitarsale Kamm ist längs gerichtet. Das Metasoma weist ein Syntergum auf, und ist daher ohne Epipygium (Subgenitalplatte). Die Terga sind nicht besonders sklerotisiert und häufig schwierig zu begutachten.

## Lebensweise
Von den Vertretern der Gattung Heydenia ist bekannt, dass sie holzbewohnende Käferlarven parasitieren. Zu den Wirten zählen Borkenkäfer, Bohrkäfer, Bockkäfer und Prachtkäfer sowie Rüsselkäfer.

## Innere Systematik
Nach Burks et al. (2022) zählen zu den Heydeniidae folgende Gattungen:
- Heydenia Foerster, 1856 – 19 Arten; in Europa, Nordamerika, Afrika, Madagaskar, Australien[4]
- Heydeniopsis† Hedqvist, 1961 – 1 Art (H. cleonymoides)

Heydeniopsis ist eine fossile Gattung, die in baltischem Bernstein aus dem Oligozän und Eozän gefunden wurde.